# Fútbol Playa en los Juegos Suramericanos de Playa de 2011
El fútbol playa en los Juegos Suramericanos de Playa de 2011 fue el torneo que se realizó en Manta, Ecuador, desde el 7 al 11 de diciembre, participaron 8 selecciones divididas en dos grupos, los dos mejores de cada grupo clasificaron a las semifinales.

## Participantes
En cursiva los equipos debutantes. 
| Equipos participantes | Equipos participantes | Equipos participantes | Equipos participantes |
| --------------------- | --------------------- | --------------------- | --------------------- |
| Argentina             | Brasil                | Colombia              | Ecuador               |
| Paraguay              | Perú                  | Venezuela             | Uruguay               |

## Primera fase

### Grupo A
| Equipo    | Pts | PJ | PG | PG+ | PP | GF | GC | Dif |
| --------- | --- | -- | -- | --- | -- | -- | -- | --- |
| Ecuador   | 6   | 3  | 2  | 0   | 1  | 13 | 11 | +2  |
| Argentina | 5   | 3  | 1  | 1   | 1  | 12 | 10 | +2  |
| Colombia  | 3   | 3  | 1  | 0   | 2  | 10 | 10 | 0   |
| Venezuela | 3   | 3  | 1  | 0   | 2  | 8  | 12 | -4  |

| 7 de diciembre de 2011, 19:45 | Ecuador | 4:3 | Colombia |  |  |

| 7 de diciembre de 2011, 17:15 | Argentina | 5:1 | Venezuela |  |  |

| 8 de diciembre de 2011, 17:15 | Argentina | 3:3 (4:3 p.) | Colombia |  |  |

| 8 de diciembre de 2011, 19:45 | Ecuador | 3:4 | Venezuela |  |  |

| 9 de diciembre de 2011, 17:15 | Venezuela | 3:4 | Colombia |  |  |

| 9 de diciembre de 2011, 19:45 | Ecuador | 6:4 | Argentina |  |  |

### Grupo B
| Equipo   | Pts | PJ | PG | PG+ | PP | GF | GC | Dif |
| -------- | --- | -- | -- | --- | -- | -- | -- | --- |
| Brasil   | 9   | 3  | 3  | 0   | 0  | 22 | 7  | +15 |
| Paraguay | 6   | 3  | 2  | 0   | 1  | 13 | 13 | 0   |
| Uruguay  | 3   | 3  | 1  | 0   | 2  | 9  | 11 | -2  |
| Perú     | 0   | 3  | 0  | 0   | 3  | 6  | 19 | -13 |

| 7 de diciembre de 2011, 16:00 | Uruguay | 3:4 | Paraguay |  |  |

| 7 de diciembre de 2011, 17:15 | Perú | 1:10 | Brasil |  |  |

| 8 de diciembre de 2011, 16:00 | Uruguay | 3:1 | Perú |  |  |

| 8 de diciembre de 2011, 18:30 | Brasil | 6:3 | Paraguay |  |  |

| 9 de diciembre de 2011, 16:00 | Paraguay | 6:4 | Perú |  |  |

| 9 de diciembre de 2011, 18:30 | Brasil | 6:3 | Uruguay |  |  |

## Segunda fase

### Cuadro general
|  | Semifinales     | Semifinales     |   |                 | Final           | Final |  |
|  |                 |                 |   |                 |                 |       |  |
|  |                 |                 |   |                 |                 |       |  |
|  | 10 de diciembre |                 |   |                 |                 |       |  |
|  | Ecuador         | 8               |   |                 |                 |       |  |
|  | Paraguay        | 9               |   |                 |                 |       |  |
|  |                 |                 |   |                 |                 |       |  |
|  |                 |                 |   |                 | 11 de diciembre |       |  |
|  |                 |                 |   |                 | Paraguay        | 0     |  |
|  |                 | Brasil          | 7 |                 |                 |       |  |
|  |                 |                 |   |                 |                 |       |  |
|  |                 |                 |   |                 |                 |       |  |
|  |                 |                 |   |                 | Tercer lugar    |       |  |
|  | 10 de diciembre | 10 de diciembre |   | 11 de diciembre | 11 de diciembre |       |  |
|  | Brasil          | 3               |   | Ecuador         | 7               |       |  |
|  | Argentina       | 2               |   |                 | Argentina       | 6     |  |

### Semifinales
| 10 de diciembre de 2011 | Ecuador | 8:9 | Paraguay |  |  |

| 10 de diciembre de 2011 | Brasil | 3:2 | Argentina |  |  |

### Tercer lugar
| 11 de diciembre de 2011 | Ecuador | 7:6 | Argentina |  |  |

### Final
| 11 de diciembre de 2011 | Paraguay | 0:7 | Brasil |  |  |

| Bandera de Brasil          |
| Campeón Brasil 2.do Título |

## Posiciones
| Pos.              | Equipo    |
| ----------------- | --------- |
| Medalla de oro    | Brasil    |
| Medalla de plata  | Paraguay  |
| Medalla de bronce | Ecuador   |
| 4                 | Argentina |
| 5                 | Colombia  |
| 6                 | Venezuela |
| 7                 | Uruguay   |
| 8                 | Perú      |

## Estadísticas
| Pos. | Equipo    | Pts | PJ | PG | PG+ | PP | GF | GC | Dif. | Rend. |
| ---- | --------- | --- | -- | -- | --- | -- | -- | -- | ---- | ----- |
| 1    | Brasil    | 15  | 5  | 5  | 0   | 0  | 32 | 9  | +23  | 100%  |
| 2    | Paraguay  | 9   | 5  | 3  | 0   | 2  | 22 | 28 | -6   | 60%   |
| 3    | Ecuador   | 9   | 5  | 3  | 0   | 2  | 28 | 26 | +2   | 60%   |
| 4    | Argentina | 5   | 5  | 1  | 1   | 3  | 20 | 20 | 0    | 33,3% |
| 5    | Colombia  | 3   | 3  | 1  | 0   | 2  | 10 | 10 | 0    | 33,3% |
| 6    | Venezuela | 3   | 3  | 1  | 0   | 2  | 8  | 12 | -4   | 33,3% |
| 7    | Uruguay   | 3   | 3  | 1  | 0   | 2  | 9  | 11 | -2   | 33,3% |
| 8    | Perú      | 0   | 3  | 0  | 0   | 3  | 6  | 19 | -13  | 0%    |

## Medallero
| Evento    | Oro    | Plata    | Bronce  |
| --------- | ------ | -------- | ------- |
| Masculino | Brasil | Paraguay | Ecuador |